# Évaux-les-Bains
Évaux-les-Bains ist eine französische Gemeinde mit 1285 Einwohnern (Stand 1. Januar 2022) im Département Creuse in der Region Nouvelle-Aquitaine. Die Gemeinde ist ein von den Römern gegründeter Kurort.

## Geografie
Das Gemeindegebiet grenzt an die Départements Allier und Puy-de-Dôme. Évaux-les-Bains liegt 20 Kilometer südwestlich von Montluçon. An der nördlichen Gemeindegrenze verläuft der Fluss Tardes, in den von Süden her der Zufluss Chat Cros einmündet.

## Wappen
Beschreibung: In Schwarz drei goldene Sparren und in Schildfuß ein fünfstrahliger goldener Stern

## Geschichte
Die römischen Legionen von Cäsar waren um das Jahr 50 vor Christus die Ersten, die die Thermalquellen nutzten. Nach einer regen Nutzung der Quellen in der Antike wurden die Thermalbäder durch die Völkerwanderung zerstört. Erst im 19. Jahrhundert kam es wieder zu einer vergleichbaren Nutzung. Im Mittelalter entstand in Évaux die Abteikirche Saint Pierre et Paul. 1831 wurde eine Gesellschaft der Thermalbäder gegründet. Évaux wurde einige Jahrzehnte später mit der Bahnstrecke Bourges–Miécaze, die mittlerweile stillgelegt ist, an das Eisenbahnnetz angeschlossen. Durch diese Entwicklungen kam es zu einer Blüte der Thermalbäder in dieser Epoche. Im 20. Jahrhundert kam es zu einer stetigen Modernisierung der Thermen. 2001 wurde die bedeutende Station thermale du Limousin komplett erneuert.
Berühmtester Sohn der Gemeinde ist der Librettist Edmond Rochefort (1790–1871).

### Bevölkerungsentwicklung
| Jahr      | 1962 | 1968 | 1975 | 1982 | 1990 | 1999 | 2007 | 2016 |
| Einwohner | 1771 | 1822 | 1727 | 1810 | 1716 | 1545 | 1546 | 1386 |

## Persönlichkeiten
- Edmond Rochefort (1790–1871), Librettist